# Marcos Carías Zapata
Marcos Carías Zapata (15 de noviembre de 1938, Tegucigalpa - 22 de diciembre de 2018, Tegucigalpa) fue un historiador, escritor y académico hondureño. Fue director de la Academia Hondureña de la Lengua.

## ' Biografía
Carías Zapata 15 de noviembre de 1938 en Tegucigalpa  y se graduó de licenciado en filosofía y en historia de América en la Universidad Complutense de Madrid. Fue profesor en la Universidad de Costa Rica, en la Universidad de Tulane y en la Universidad Nacional Autónoma de Honduras. Fue coordinador de la carrera de historia, director de la Editorial Universitaria, director del Centro Universitario de Estudios Generales, miembro del Consejo de Educación Superior en la UNAH y secretario adjunto del Consejo Superior Universitario Centroamericano (CSUCA). Asimismo, ha sido miembro del Consejo Nacional de Educación, miembro de la Comisión de Soberanía y Fronteras del Ministerio de Relaciones Exteriores y miembro de la Comisión de la IV Reforma Universitaria UNAH. Fue elegido miembro de la Academia Hondureña de la Lengua el 9 de febrero de 1995, fue vocal del 2008 al 2011 y director de 2012 al 2016.
Falleció el 22 de diciembre de 2018 por causas naturales, a la edad de 80 años.

## Obras
Libros escritos por Carías Zapata:
- La ternura que esperaba (1970)
- La memoria y sus consecuencias (1977)
- Una función con móviles y tentetiesos (1980)
- Ramón Rosa: obra escogida (1980)
- Nuevos cuentos de lobos (1991)
- La Iglesia Católica en Honduras (1991)
- Vidas paralelas (1992)
- Plaza mayor, circo menor (1994)[4]
- Crónicas y cronistas de la conquista de Honduras (1998)
- Vara de medir (1999)
- El ángel de la bola de oro (2009)

## Premios

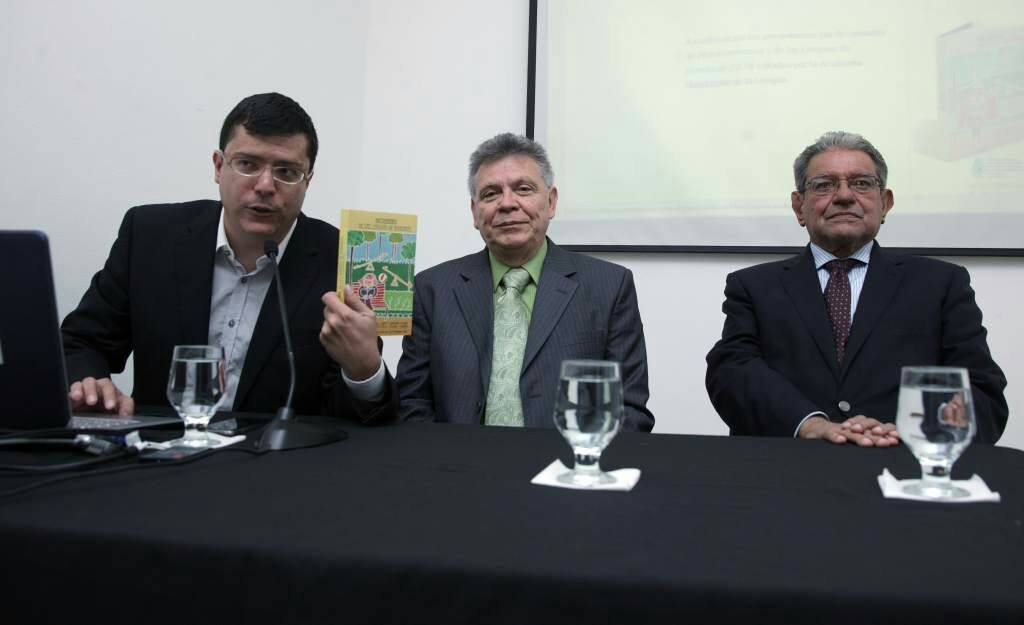
Presentación del DLH en el Centro Cultural de España.

Premios recibidos por Carías Zapata:
- Premio Itzamná de Bellas Artes en 1984.
- Premio de Literatura José Trinidad Reyes en 1993 otorgado por la UNAH.
- Premio Juan Carlos I de Estudios Históricos en 1993 entregado por la Embajada de España en Honduras.
- Premio Nacional de Literatura en 1996.